# La Prairie (Quebec)
La Prairie é uma cidade localizada na província de Quebec no Canadá.